# Avanhandava
Avanhandava is een gemeente in de Braziliaanse deelstaat São Paulo. De gemeente telt 12.112 inwoners (schatting 2009).

## Aangrenzende gemeenten
De gemeente grenst aan Penápolis en Promissão.